# Hóa Châu, Mậu Danh
Hóa Châu (chữ Hán giản thể: 化州市, âm Hán Việt: Hóa Châu thị) là một thành phố cấp huyện thuộc địa cấp thị Mậu Danh, tỉnh Quảng Đông, Cộng hòa Nhân dân Trung Hoa. Thành phố Hóa Châu có diện tích 2354 kilômét vuông, dân số năm 2002 là 1,4 triệu người. Mã số bưu chính của Hoá Châu là 525100, mã vùng điện thoại là 0668. Thành phố Hóa Châu nằm ở tây nam bộ của Quảng Đông, giáp Bắc Lưu, Ngô Xuyên, Cao Châu, Mậu Danh và Lục Xuyên.